# 艸墓古墳
艸墓古墳（くさはかこふん/くさばかこふん、カラト古墳）は、奈良県桜井市谷にある古墳。形状は方墳。国の史跡に指定されている。

## 概要
| 古墳名         | 石室 | 築造時期    | 史跡       |
| -------------- | ---- | ----------- | ---------- |
| コロコロ山古墳 |      | 6c末-7c初   | なし       |
| 谷首古墳       |      | 7c初-7c前半 | 県史跡     |
| 文殊院東古墳   |      | 7c前半      | 県史跡     |
| 艸墓古墳       |      | 7c中        | 国史跡     |
| 文殊院西古墳   |      | 7c後半      | 国特別史跡 |

奈良盆地南部、寺川左岸の阿部丘陵東縁に築造された古墳である。発掘調査は実施されていない。
墳形は北西辺・南東辺がやや長い方形で、長辺約27メートル・短辺約21メートルを測る。墳頂部には平坦面が整形され截頭錐形を呈する。墳丘外表では葺石が認められるが、埴輪は認められていない。また墳丘周囲には平坦地が巡らされる。埋葬施設は両袖式の横穴式石室で、巨石を用いた大型石室であり、南東方向に開口する。石室の玄室内には兵庫県加古川流域産の竜山石製の刳抜式家形石棺を据える。副葬品は明らかでない。
築造時期は、古墳時代終末期の7世紀中葉（または7世紀前半）頃と推定される。阿部丘陵では巨石墳として本古墳のほかにも谷首古墳・文殊院西古墳などが知られるほか、周辺の遺跡では大型建物跡も検出されており、古代氏族の阿倍氏との関係性が指摘される。
古墳域は1974年（昭和49年）に国の史跡に指定されている。

## 埋葬施設

石室俯瞰図

石室展開図

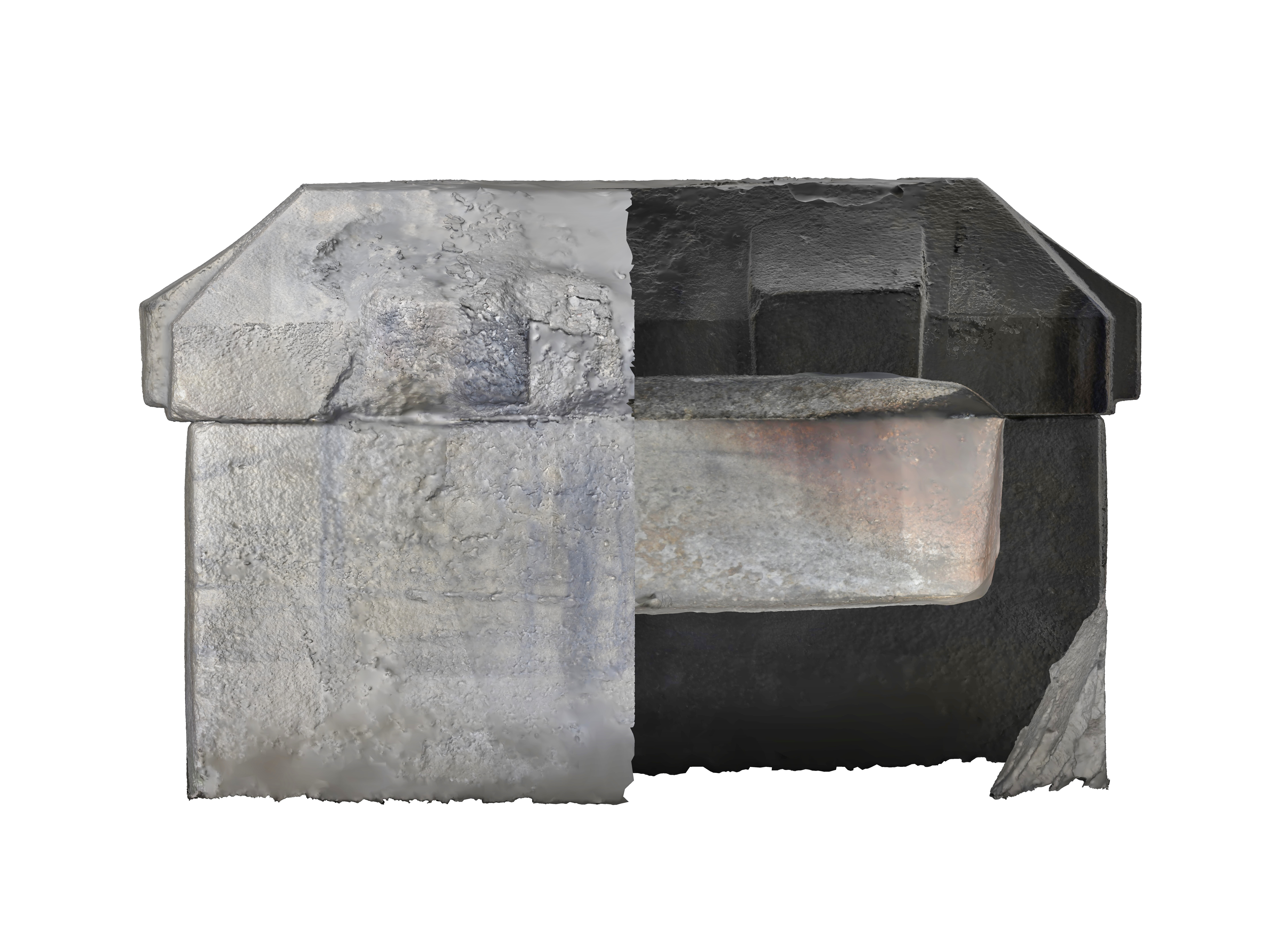
石棺立断面図

埋葬施設としては、両袖式の横穴式石室が構築されており、南東方向に開口する。石室の規模は次の通り。
- 石室全長：13.16メートル
- 玄室：長さ4.44メートル、幅2.71メートル、高さ2.0メートル
- 羨道：長さ8.72メートル、幅1.9メートル（玄門部）、高さ1.5メートル

石室には花崗岩の巨石が使用される。壁面は玄室では奥壁1石1段積み・側壁2石1段積みである。壁石の間隙には漆喰が施されており、現在も一部が残存する。天井石は、玄室で2石、羨道で4石。玄門部の床面には置石1枚が遺存するがその意味は詳らかでない。
石室内の玄室中央部には刳抜式家形石棺を据える。石棺の石材は兵庫県加古川流域産の竜山石製。棺身は長さ2.4メートル・幅1.5メートル・高さ1メートル・内側深さ約0.5メートルを測る。蓋石には前後1対・左右2対の縄掛突起を付し、内面には浅い彫り込みを施す。石棺に対して石室が小さいことから、石棺を据えたのち石室および墳丘が構築されたと推測される。

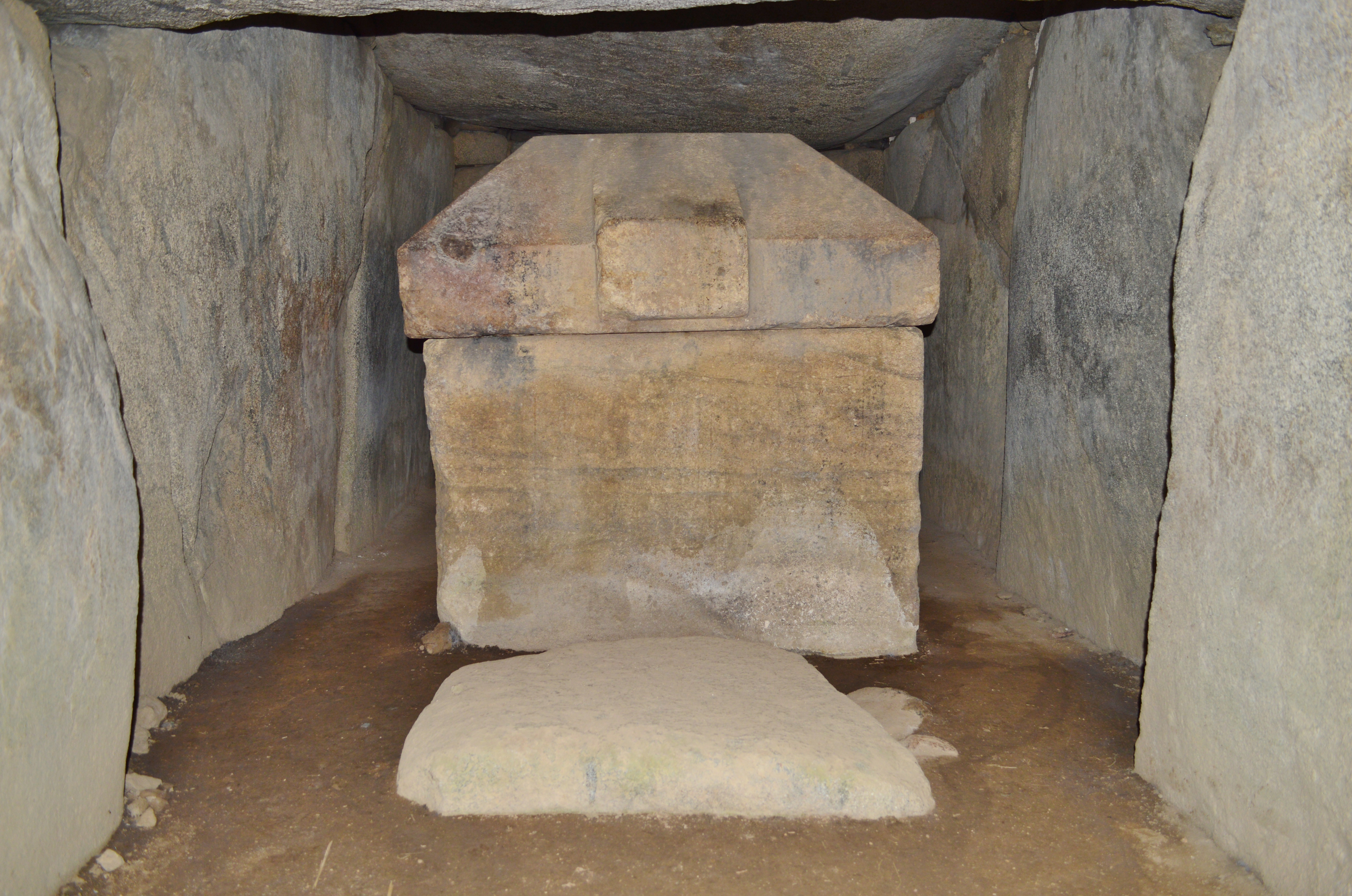
玄室（奥壁方向）
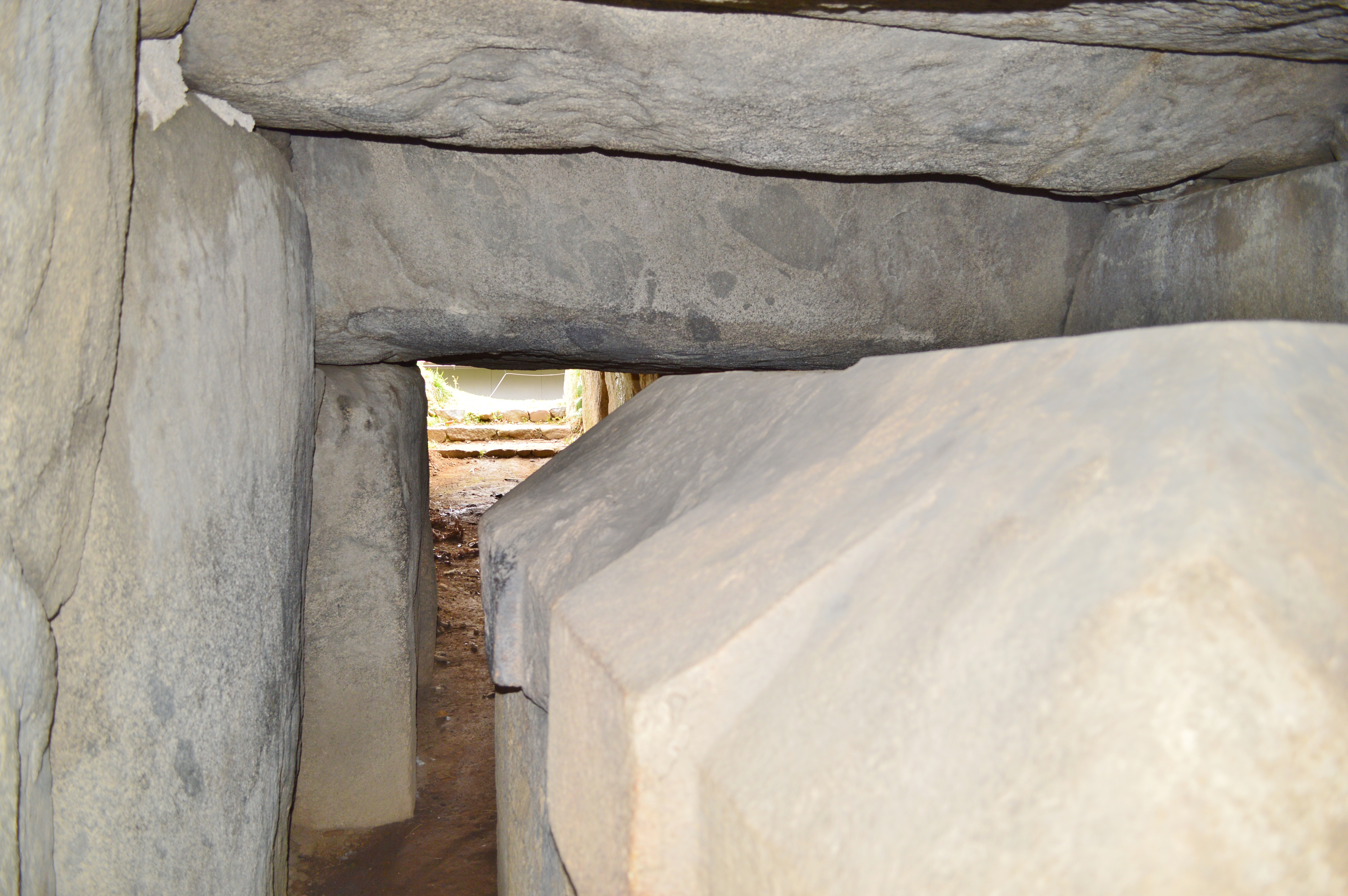
玄室（羨道方向） 左上に漆喰が認められる。
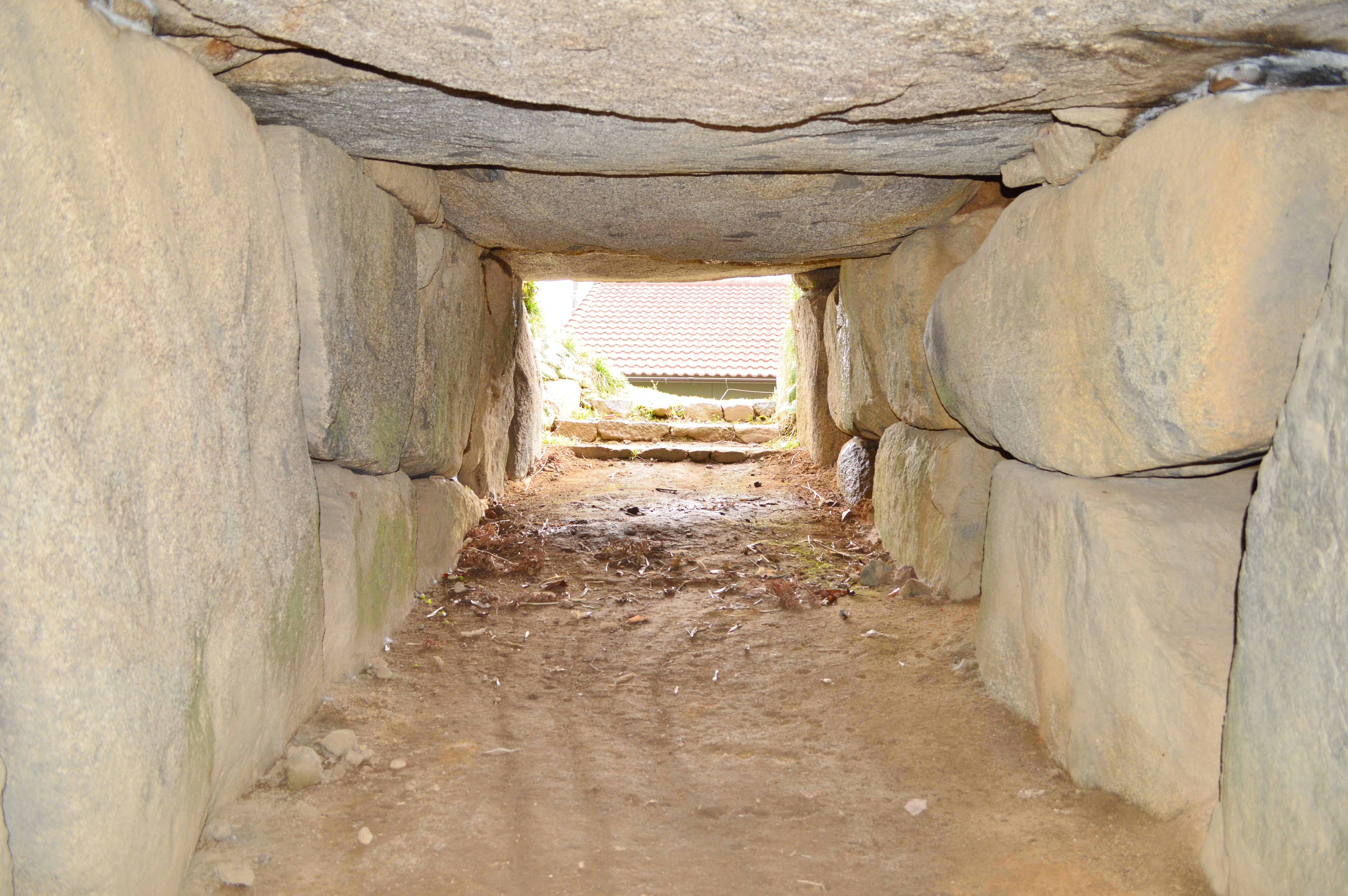
羨道（開口部方向）
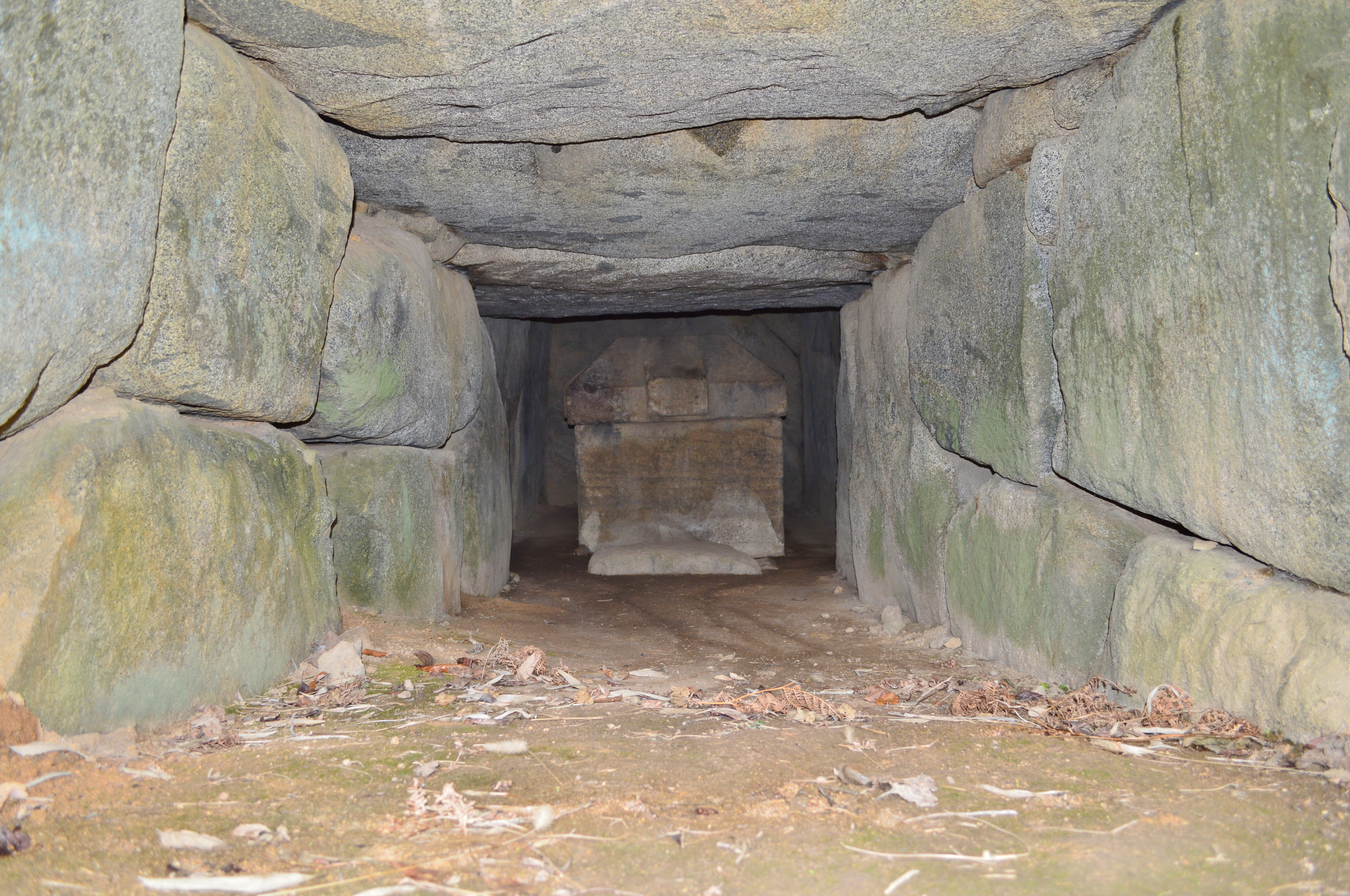
羨道（玄室方向）
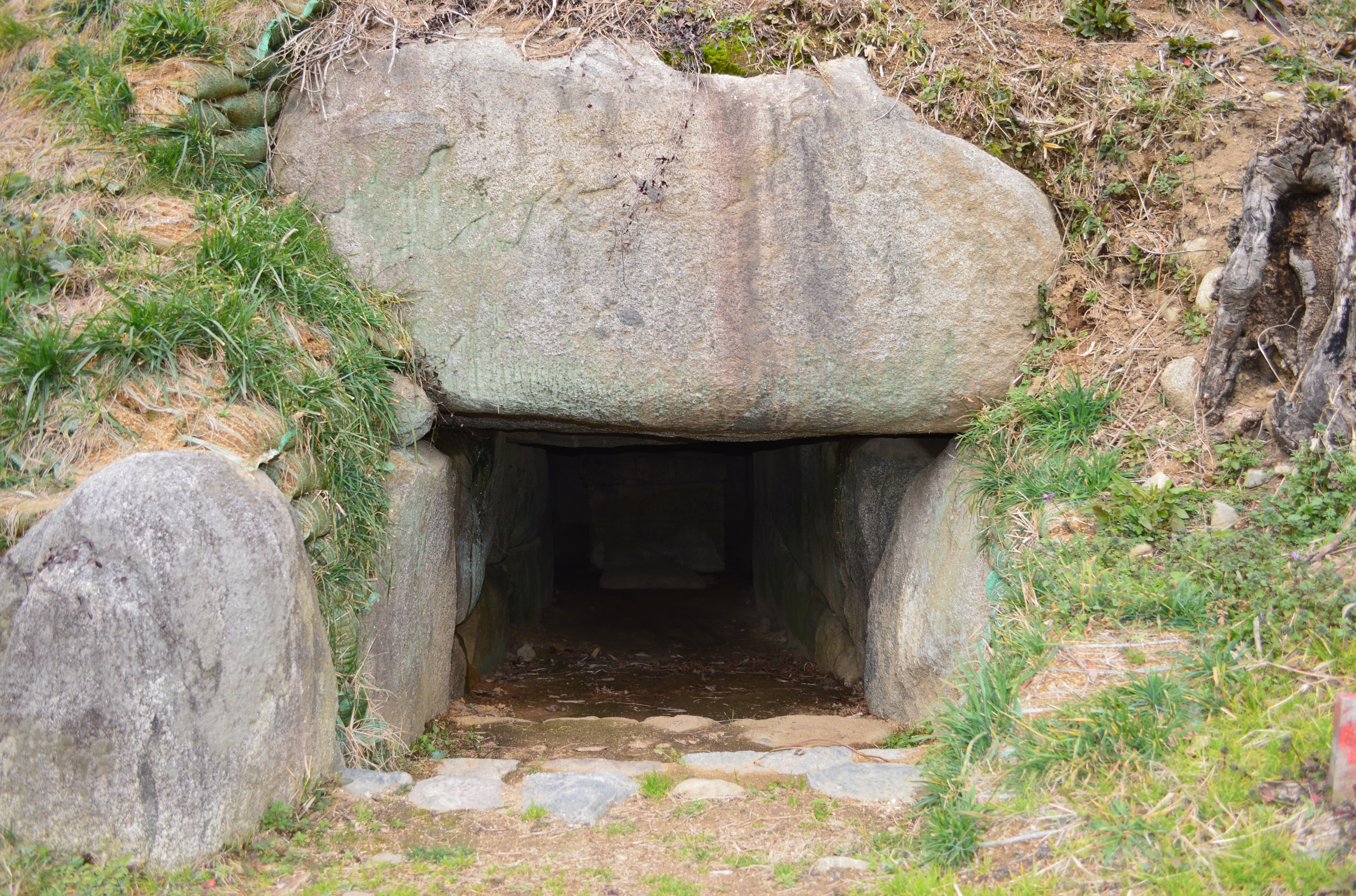
開口部
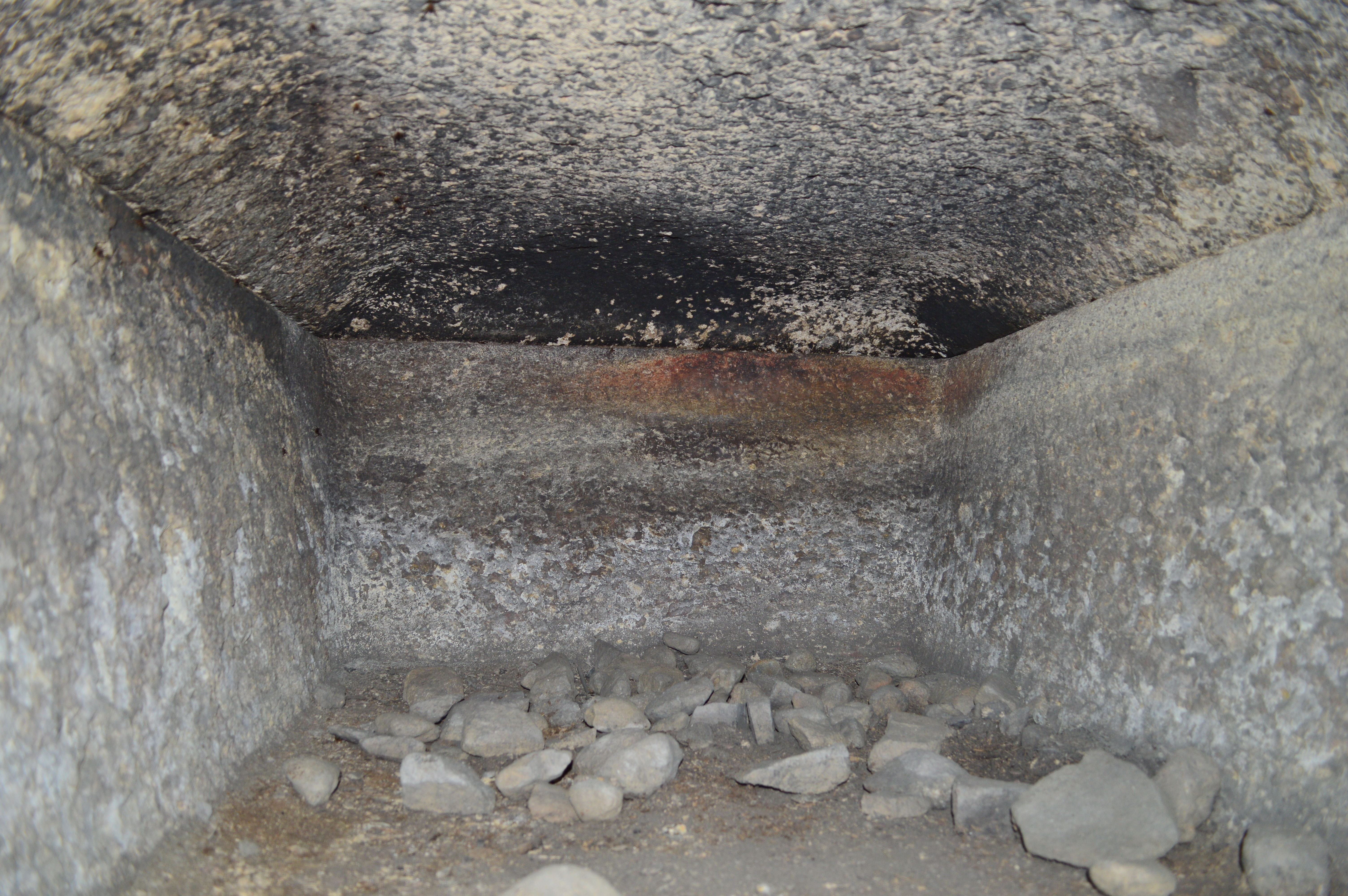
家形石棺内部
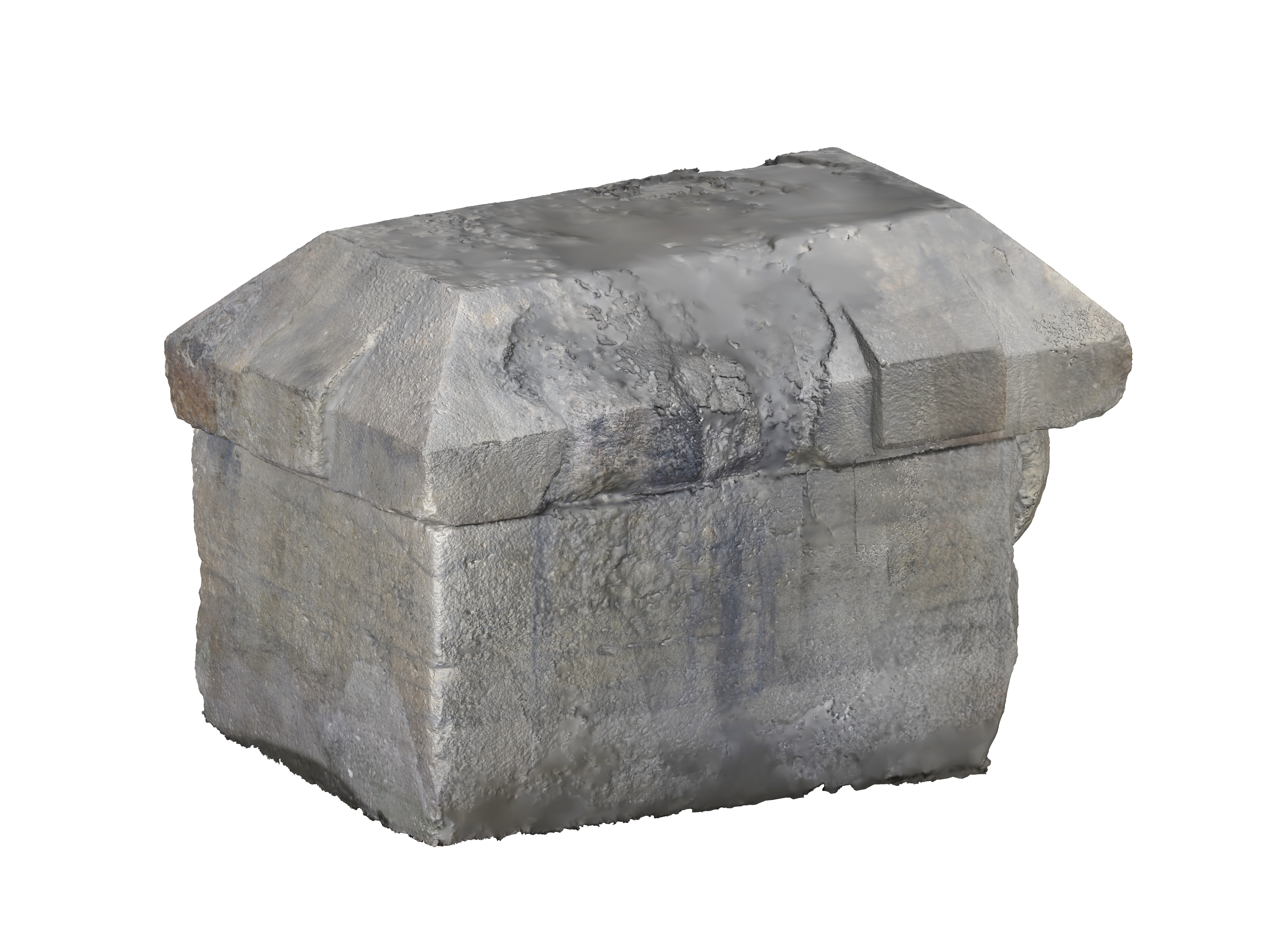
石棺俯瞰図
石棺展開図

## 文化財

### 国の史跡
- 艸墓古墳 - 1974年（昭和49年）6月18日指定[8]。